# 한동진
한동진 (韓動鎭, 1979년 8월 25일 ~)은 대한민국의 전 축구 선수 및 현 지도자다.

## 클럽 경력
2002년 부천 SK에 입단하였다. 부천 SK에서 주전으로 뛰었으나, 부천 SK의 제주 이전 이후 주전에서 밀려나는 양상을 보였다. 주로 리그컵이나 FA컵에 출전하였고, 2012년 주전 골키퍼 김호준이 군복무를 위해서 상주 상무에 입대한 후에 주전을 맡게 된다. 잔 실수가 조금씩 있다고 지적되었지만 그 해 속도가 빨라 알면서도 못 막는다는 에디 보스나의 강력한 프리킥을 막는 등 많은 선방을 선보인다.
2014년, 현역 은퇴를 했다.

## 국가대표팀 경력
1998년 아시아 청소년 축구 선수권 대회에 국가대표로 발탁되었다.
1999년 FIFA 세계 청소년 축구 선수권 대회에 국가대표로 발탁되었다.

## 지도자 경력
제주 유나이티드 U-18에서 감독으로 활동했다.
2020 시즌부터 전남 드래곤즈의 골키퍼 코치로 부임하였다.